# Laura Michelle Kelly
Laura Michelle Kelly, född 4 mars 1981 på Isle of Wight i England, är en brittisk skådespelare och sångerska. Hon är känd från bland annat filmen Sweeney Todd. Hon har även medverkat i Londonuppsättningen av musikalen Sagan om Ringen.
Hon var 2001–2008 gift med Nick Winston.